# Возрождєніє (родовище гранітів)
«Возрождение» («Відродження») — родовище гранітів в РФ біля м. Виборг.

## Історія
Розробляється з 1918.

## Характеристика
Запаси граніту 3510 млн м³ (1982). Родов. приурочене до крайової частини інтрузії трахітоїдних гранітів, що є частиною Виборгського інтрузивного масиву. Граніти розвідані на глиб. 7-21 м. Граніти розувато-сірого і сірого кольору, густина 2560—2690 кг/м³, добре обробляються, поліруються до дзеркальної поверхні.

## Технологія розробки
Родов. розробляється відкритим способом.